# Grete Eliassen
Grete Eliassen (St. Louis Park, 19 settembre 1986) è un'ex sciatrice freestyle norvegese naturalizzata statunitense, specialista dello slopestyle e dell'halfpipe.

## Biografia
In Coppa del Mondo esordì il 12 gennaio 2013 a Copper Mountain (26ª) e ottenne il primo podio il 21 dicembre dello stesso anno nella medesima località.
In carriera partecipò a tre edizioni dei Campionati mondiali, vincendo la medaglia di bronzo nell'halfpipe a Ruka 2005 e nello slopestyle a Voss-Myrkdalen 2013.

## Palmarès

### Mondiali
- 2 medaglie:
  - 2 bronzi (halfpipe a Ruka 2005; slopestyle a Voss-Myrkdalen 2013)

### Coppa del Mondo
- Miglior piazzamento in classifica generale: 69ª nel 2014
- 1 podio:
  - 1 terzo posto